# Campeonato Europeu Júnior de Natação de 1967
O Campeonato Europeu Júnior de Natação de 1967 foi a 1ª edição do evento organizado pela Liga Europeia de Natação (LEN). A competição foi realizada entre os dias 13 e 15 de agosto de 1969 em Linköping na Suécia. Foi realizado um total de 22 provas, sendo 20 de natação e duas de saltos ornamentais. Teve como destaque a União Soviética com oito medalhas de ouro.

## Participantes
25 nacionalidades membros da LEN participaram do evento, com as seguintes faixas etárias.
- Natação: Nadadores que não tinham mais de 15 anos em 1967. Nascidos não antes de 1952.
- Saltos Ornamentais: Saltadores que não tinham mais de 16 anos em 1967. Nascidos não antes de 1951.

## Medalhistas

### Natação
Os resultados foram os seguintes. 
Masculino
| Evento          | Ouro                                | Ouro    | Prata                               | Prata   | Bronze                                | Bronze  |
| 100 m Livre     | União Soviética · Igor Grivennikov  | 56.3    | Alemanha Oriental · Jung            | 58.4    | Espanha Jorge Comas                   | 59.2    |
| 400 m Livre     | Hungria · Matyas Borloi             | 4:28.1  | Espanha Santiago Esteva             | 4:28.6  | Alemanha Oriental · Kiermeier         | 4:31.2  |
| 1500 m Livre    | Espanha Santiago Esteva             | 17:49.8 | Alemanha Oriental · Kustermann      | 18:03.1 | Alemanha Oriental · Sperling          | 18:17.0 |
| 100 m Costas    | União Soviética · Grigory Davidov   | 1:03.0  | Hungria · László Cseh               | 1:04.0  | União Soviética · Andreev             | 1:05.1  |
| 200 m Costas    | União Soviética · Grigory Davidov   | 2:16.2  | Espanha Santiago Esteva             | 2:20.7  | União Soviética · Andreev             | 2:20.7  |
| 100 m Peito     | União Soviética · Sergei Ivanov     | 1:13.5  | Alemanha Oriental · Bertram Türpe   | 1:14.5  | União Soviética · Kotumov             | 1:14.6  |
| 200 m Peito     | Alemanha Oriental · Bertram Türpe   | 2:37.6  | União Soviética · Sergei Ivanov     | 2:39.4  | Alemanha Oriental · Wilfried Meye     | 2:39.9  |
| 100 m Borboleta | Hungria · Laszlo Cseh               | 1:01.9  | Alemanha Oriental · Roland Freygang | 1:04.5  | Alemanha Oriental · Leingsnering      | 1:05.0  |
| 200 m Borboleta | Alemanha Oriental · Roland Freygang | 2:21.1  | União Soviética · Zhirkov           | 2:23.8  | Alemanha Oriental · Zentgraf          | 2:25.5  |
| 200 m Medley    | União Soviética · Grigory Davidov   | 2:19.2  | União Soviética · Igor Grivennikov  | 2:22.1  | Alemanha Oriental · Matthias Pechmann | 2:27.0  |

Feminino
| Evento          | Ouro                                 | Ouro    | Prata                                | Prata   | Bronze                           | Bronze  |
| 100 m Livre     | União Soviética · Lidia Grebets      | 1:02.6  | Suécia · Vera Koch                   | 1:03.7  | Hungria · Andrea Gyarmati        | 1:04.3  |
| 400 m Livre     | Suécia · Vera Koch                   | 4:55.2  | Alemanha Oriental · Rontsch          | 4:58.6  | Alemanha Oriental · Sigrid Goral | 4:59.2  |
| 800 m Livre     | Suécia · Vera Koch                   | 10:13.4 | Alemanha Oriental · Sigrid Goral     | 10:14.1 | Alemanha Oriental · Fleback      | 10:14.2 |
| 100 m Costas    | Alemanha Oriental · Sabine Steinbach | 1:11.1  | Espanha María Paz Corominas          | 1:11.8  | Hungria · Pek                    | 1:12.1  |
| 200 m Costas    | Suécia · Britt-Marie Hammersten      | 2:34.4  | Suécia · Tornqvist                   | 2:35.9  | Espanha María Paz Corominas      | 2:35.9  |
| 100 m Peito     | União Soviética · Irina Pozdnjakova  | 1:19.4  | União Soviética · Valentina Shamkina | 1:19.7  | Checoslováquia · Markova         | 1:21.1  |
| 200 m Peito     | União Soviética · Irina Pozdnjakova  | 2:47.0  | União Soviética · Valentina Shamkina | 2:52.2  | Checoslováquia · Markova         | 2:56.3  |
| 100 m Borboleta | Hungria · Andrea Gyarmati            | 1:10.1  | Roménia · Georgeta Cerbeanu          | 1:10.5  | Alemanha Oriental · Einöder      | 1:11.0  |
| 200 m Borboleta | Alemanha Oriental · Sabine Steinbach | 2:31.0  | Alemanha Oriental · Strübing         | 2:38.0  | União Soviética · Kondakova      | 2:44.1  |
| 200 m Medley    | Alemanha Oriental · Sabine Steinbach | 2:32.0  | União Soviética · Irina Podzniakova  | 2:36.1  | Itália · Maria Adele Longo       | 2:38.9  |

### Saltos ornamentais
Masculino
| Evento                   | Ouro                              | Ouro   | Prata                             | Prata  | Bronze                      | Bronze |
| Trampolim 3 m individual | Alemanha Oriental · Falk Hoffmann | 228.90 | Alemanha Oriental · Helge Ziethen | 275.70 | União Soviética · Nikolayev | 253.75 |

Feminino
| Evento                   | Ouro                             | Ouro   | Prata                    | Prata  | Bronze                      | Bronze |
| Trampolim 3 m individual | Checoslováquia · Milena Duchková | 305.40 | União Soviética · Selina | 293.25 | Alemanha Oriental · Janicke | 274.80 |

## Quadro de medalhas
| Ordem | País              | Medalha de ouro | Medalha de prata | Medalha de bronze | Total |
| ----- | ----------------- | --------------- | ---------------- | ----------------- | ----- |
| 1     | União Soviética   | 8               | 7                | 5                 | 20    |
| 2     | Alemanha Oriental | 6               | 8                | 10                | 24    |
| 3     | Suécia            | 3               | 2                | 0                 | 5     |
| 4     | Hungria           | 3               | 1                | 2                 | 6     |
| 5     | Espanha           | 1               | 3                | 2                 | 6     |
| 6     | Checoslováquia    | 1               | 0                | 2                 | 3     |
| 7     | Roménia           | 0               | 1                | 0                 | 1     |
| 8     | Itália            | 0               | 0                | 1                 | 1     |
| Total | Total             | 22              | 22               | 22                | 66    |

Legenda
| Recorde mundial       | Recorde mundial (World record)               |                       | Recorde africano                      | Recorde africano (African) |                                           | Q | Classificado por posição (Qualified) |
| Recorde do campeonato | Recorde do campeonato (Championship record)  | Recorde da América    | Recorde da América (Americas)         | q                          | Classificado por melhor tempo (Qualified) |   |                                      |
| Melhor marca do ano   | Melhor marca do ano (World leading)          | Recorde asiático      | Recorde asiático (Asian)              | DNS                        | Não largou (Did not start)                |   |                                      |
| Recorde nacional      | Recorde nacional (National record)           | Recorde europeu       | Recorde europeu (European)            | DNF                        | Não terminou (Did not finish)             |   |                                      |
| Recorde pessoal       | Recorde pessoal do atleta (Personal best)    | Recorde da Oceania    | Recorde da Oceania (Oceania)          | DSQ / DQ                   | Desclassificado (Disqualified)            |   |                                      |
| Recorde da temporada  | Recorde da temporada do atleta (Season best) | Recorde sul-americano | Recorde sul-americano (South America) | NM                         | Sem marca (No mark)                       |   |                                      |